# Josef Suk (Geiger)

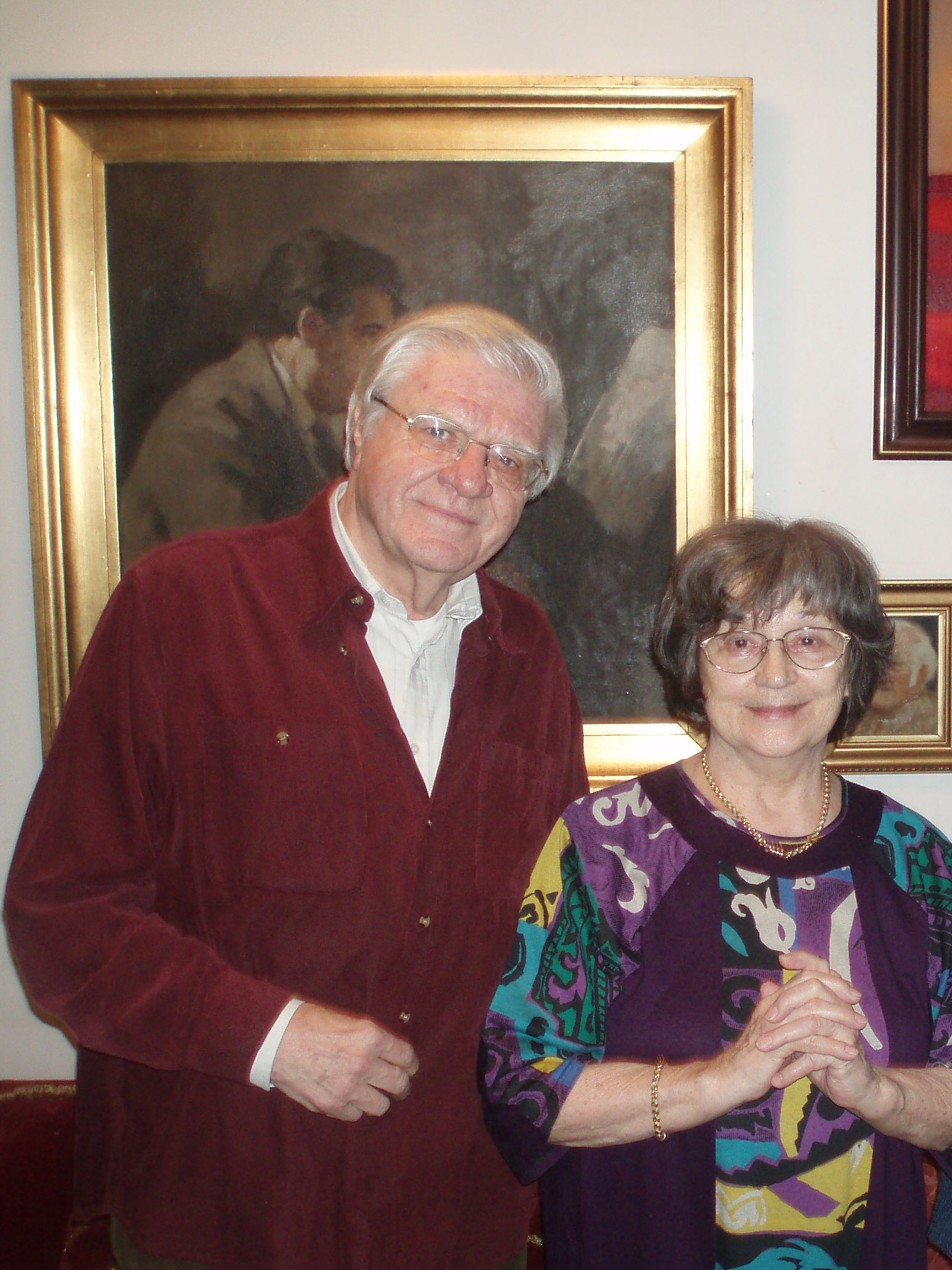
Josef Suk mit seiner Frau Marie (2007)

Josef Suk (* 8. August 1929 in Prag; † 7. Juli 2011 ebenda) war ein tschechischer Geiger und gelegentlicher Bratscher. Er war der Enkel des Komponisten Josef Suk und Urenkel des Komponisten Antonín Dvořák.

## Leben und Wirken

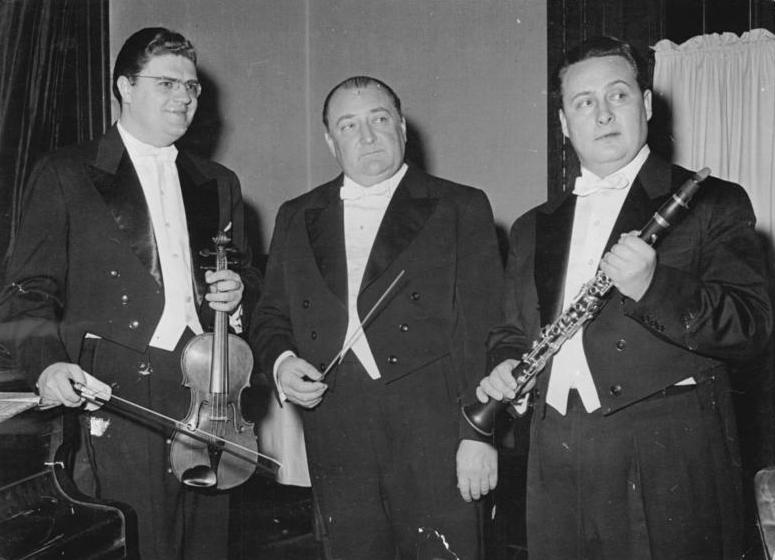
Josef Suk, Franz Konwitschny, Oskar Michalik (v. l. n. r.) beim Prager Frühling 1957

Josef Suk, der als Wunderkind bereits 1940 auftrat, studierte am Prager Konservatorium und bis 1950 beim Geigenpädagogen Jaroslav Kocian. 1954 debütierte er offiziell als Solist, hatte zu diesem Zeitpunkt jedoch bereits 1948 in Paris und Brüssel konzertiert, seit 1951 als Primarius des Prager Quartetts fungiert, sowie im März des gleichen Jahres das Suk Trio gegründet. Seitdem betätigte er sich auch gelegentlich als Dirigent.
Josef Suk galt als einer der vielseitigsten Violinisten des 20. Jahrhunderts. Musikalisch war er Weltbürger und Zeitreisender (von Johann Sebastian Bach bis Alban Berg) und spielte sowohl konzertant als auch kammermusikalisch in allen nur denkbaren Aufstellungen. Er galt als der bedeutendste lebende Solist seines Landes, als Botschafter für dessen Musik – und jener seines Großvaters – er international anerkannt war. Suk spielte in den 1960er Jahren auf der Stradivari Camposelice von Váša Příhoda, die ihm vom tschechoslowakischen Staat als Leihgabe zur Verfügung gestellt wurde.
In Suks Arbeit stand die Kammermusik gleichrangig neben seiner solistischen Tätigkeit. Sein tschechisches Trio mit Jan Panenka (Klavier) und Josef Chuchro (Cello) hat mit Aufnahmen von Schubert (Klaviertrio op. 99), Beethoven und Dvořák Maßstäbe gesetzt, sein Amerikanisches Trio mit Julius Katchen (Klavier) und János Starker (Cello) trat v. a. mit Aufnahmen der Brahms-Trios hervor. Referenzcharakter hat auch seine Darstellung des Bratschensolopartes in Berlioz’ Harold en Italie unter dem Dirigat von Dietrich Fischer-Dieskau sowie die Aufnahme des Brahms’schen Doppelkonzertes mit André Navarra unter der Leitung von Karel Ančerl. 1974 wirkte Suk im Soundtrack zu Gewalt und Leidenschaft von Luchino Visconti mit.
Suk gründete zudem 1974 das Suk-Kammerorchester (tschechisch: Sukův komorní orchestr, englisch Suk Chamber Orchestra), das er bis 2000 leitete und mit dem er weltweit Konzertreisen und Tourneen absolvierte und zahlreiche Aufnahmen machte.

## Bibliografie
- Harald Eggebrecht: Große Geiger: Kreisler, Heifetz, Oistrach, Mutter, Hahn & Co. Piper, München/Zürich 2000, ISBN 3-492-04264-3.